# Sergei Alexejewitsch Mudrow

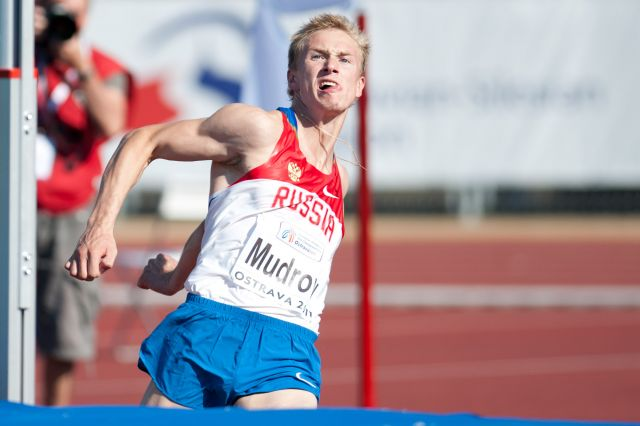
Sergei Mudrow bei den U23-EM 2011

Sergei Alexejewitsch Mudrow (russisch Сергей Алексеевич Мудров, engl. Transkription Sergey Mudrov; * 8. September 1990) ist ein russischer Hochspringer.
Bei den Leichtathletik-Jugendweltmeisterschaften 2007 in Ostrava gewann er Silber und bei den Leichtathletik-Junioreneuropameisterschaften 2009 in Novi Sad Gold.
2011 holte er Silber bei den Leichtathletik-U23-Europameisterschaften in Ostrava und Bronze bei der Universiade in Shenzhen.
Bei den Leichtathletik-Europameisterschaften 2012 in Helsinki wurde er Vierter.
2013 siegte er bei den Leichtathletik-Halleneuropameisterschaften in Göteborg und bei der Universiade in Kasan.

## Persönliche Bestleistungen
- Hochsprung: 2,31 m, 5. Juli 2012, Tscheboksary
  - Halle: 2,35 m, 2. März 2013, Göteborg